# Dead Space (jeu vidéo, 2023)
Pour les articles homonymes, voir Dead Space.
Dead Space est un jeu vidéo d'horreur et de science-fiction en vue à la troisième personne développé par Motive Studios et édité par Electronic Arts, sorti le 27 janvier 2023 sur Microsoft Windows, PlayStation 5 et Xbox Series X/S. Il s'agit d'un remake du jeu du même nom sorti en 2008 développé par EA Redwood Shores. Il s'agit aussi du premier jeu de la série Dead Space depuis Dead Space 3 en 2013.

## Développement
Le journaliste Jeff Grubb de GamesBeat rapporte au 1er juillet 2021 qu'un remake de Dead Space est en développement chez Motive Studios. Il émet l'hypothèse que le succès des jeux solo d'Electronic Arts Star Wars Jedi: Fallen Order et les remakes de Capcom de Resident Evil 2 et 3 ont joué un rôle déterminant dans la décision de l'éditeur de donner le feu vert au remake de Dead Space.
Le jeu est développé à l'aide du moteur exclusif Frostbite d'Electronic Arts, que Motive Studios l'a utilisé pour développer Star Wars: Squadrons et la campagne solo de Star Wars Battlefront II. Le jeu conserve la même histoire et la même structure que l'original mais propose des modèles de personnages et des environnements repensés. Les développeurs entendent profiter des SSD sur la neuvième génération de consoles pour que le jeu soit présenté comme un « plan séquence en continu », dépourvu d'écrans de chargement. Du contenu qui a été supprimé du jeu original en raison de contraintes techniques a pu également être rajouté. Le jeu ne comporte aucune microtransaction, contrairement à Dead Space 3, où son ajout a entraîné une réception négative.
Le directeur artistique du jeu, Mike Yazijan, a auparavant travaillé comme directeur artistique chez EA Montréal en aidant Visceral Games à développer Dead Space 2. Dans la version originale anglaise, Gunner Wright (en) reprend le rôle d'Isaac Clarke comme lors ses apparitions dans Dead Space 2 et Dead Space 3. Les autres interprètes sont Anthony Alabi (en) (Zach Hammond), Brigitte Kali Canales (Kendra Daniels) et Faran Tahir (Challus Mercer).

## Commercialisation
Le jeu est dévoilé lors de l'événement Play Live d'Electronic Arts  le 22 juillet 2021, accompagné d'une bande-annonce, avec une fenêtre de sortie initiale pour fin 2022,. Le 11 mars 2022, il est rapporté que le lancement du jeu est repoussé au début de 2023. Le 12 mai 2022, une date de sortie est annoncée pour le 27 janvier 2023.

## Accueil
Dead Space reçoit un accueil généralement favorable de la presse selon l'agrégateur de notes Metacritic.